# Route territoriale 10
Pour les articles homonymes, voir T10 et Route 10.
La route territoriale 10, ou RT 10, est une route territoriale française reliant Lucciana à 20 kilomètres au sud de Bastia (Haute-Corse) à Bonifacio (Corse-du-Sud) depuis l'automne 2014, remplaçant la route nationale 198 dans le cadre du schéma directeur des routes territoriales de Corse 2011-2021,.
Jusqu'en 1972 elle comportait un tronçon reliant Saint-Florent à Bastia par le tour du Cap Corse ; ce tronçon a été déclassé en départementale 80.
La route fait partie de la route du bord de mer corse.

## Histoire
Classée par la loi du 26 juillet 1839, la route nationale 198 reliait initialement Bonifacio à Casamozza (commune de Lucciana). En 1854, elle est prolongée de Bastia à Maccinaggio (commune de Rogliano) en reprenant l'ancienne route départementale no 2 de Bastia à Maccinaggio. En 1862, elle est prolongée de Maccinaggio à Saint-Florent.

## Description
La RT 10 suit pratiquement de bout en bout la côte orientale de la Corse, ne s'en éloignant que de quelques kilomètres dans la plaine orientale et dans l'extrême sud. Entre Solenzara et Fautea, elle suit le bord de mer en corniche. Ailleurs le voisinage constant des montagnes (Castagniccia, massif de Bavella) rend le parcours particulièrement pittoresque.
Son profil est particulièrement peu accidenté, et elle offre quelques-unes des rares lignes droites de l'île, notamment entre Aléria et Solenzara ; de plus en aucun point elle n'est à une altitude supérieure à 75 mètres. Cependant elle est de bout en bout à deux voies, et traverse de très nombreux villages ou hameaux, ce qui rend difficile l'écoulement du trafic relativement important entre la préfecture de la Haute-Corse et les deux villes importantes du sud de l'île.

## Lieux et agglomérations traversés

### Points kilométriques
- Embranchement de la RT 20 (ex-RN 193) venant de Bastia, km 0
- Folelli (commune de Penta-di-Casinca), km 11
- Moriani-Plage (commune de San  Nicolao), km 20
- Prunete (commune de Cervione), km 26
- Cateraggio (commune d'Aléria), km 50, jonction avec la RT 50 (ex-RN 200) venant de Corte
- Ghisonaccia, km 65
- Migliacciaro (commune de Prunelli-di-Fiumorbo), km 67
- Travo (commune de Ventiseri), km 77
- Solenzara (commune de Sari-Solenzara), km 83
- Santa-Lucia-di-Porto-Vecchio (commune de Zonza, km 107
- Lecci, km 110
- Sainte-Trinité (commune de Porto-Vecchio), km 118
- contournement de Porto-Vecchio (traversée par la RT 101), km 121 à 124
- bifurcation de la RD 859 vers Figari, km 125
- jonction avec la RT 40 (ex-RN 196) venant d'Ajaccio, km 145
- Bonifacio, km 147

### Liste des communes traversées ou côtoyées
- Lucciana
- Monte
- Vescovato
- Venzolasca
- Sorbo-Ocagnano
- Castellare-di-Casinca
- Penta-di-Casinca
- Taglio-Isolaccio
- Talasani
- Poggio-Mezzana
- Santa-Lucia-di-Moriani
- San-Nicolao
- Santa-Maria-Poggio
- Valle-di-Campoloro
- Cervione
- San-Giuliano
- Canale-di-Verde
- Linguizzetta
- Tallone
- Aléria
- Ghisonaccia
- Prunelli-di-Fiumorbo
- Serra-di-Fiumorbo
- Ventiseri
- Solaro
- Sari-Solenzara
- Conca
- Zonza
- Lecci
- San-Gavino-di-Carbini
- Porto-Vecchio
- Bonifacio

## Particularités et points noirs
insécurité
La RT 10 est, de toute la Corse, la route dont le profil est le moins difficile.  La T10 est la route la plus "rectiligne" du département. Néanmoins c'est la route la plus mortelle: avec 2,86% des voies elle concentre 22% des tués. Avec 3,1 tués par 10 dix kilomètres. Les accidents mortels sont donc nombreux, notamment aux environs de Moriani-plage[réf. nécessaire]. On peut imputer ces problèmes à la densité de la circulation sur cet unique axe nord-sud, et au fait que la route est, sur toute sa longueur, à double voie, ce qui ne permet pas de dépassements sécurisés. Il semble d'ailleurs[évasif] que ce soit la présence, rare sur l'île, de quelques lignes droites qui suscite des prises de risques inconsidérées.
parcours
La route traverse de nombreuses d'agglomérations d'importances diverses, qui ralentissent sensiblement le trafic à Ghisonaccia ou aux stations de la Costa Verde en été.
divers
Pour autant, aucun "point noir" au sens strict n'est à signaler. Tout au plus les évitements sur chaussée établis sur les traversées de lieux-dits entre Ghisonaccia et Solenzara (Casamozza, Mignataja, Vix, etc.) sont-ils à même de provoquer quelques sorties de route bénignes.
La RT 10 franchit les cours d'eau torrentiels de la côte orientale, qui peuvent occasionner des inondations. Ainsi en juin 2007 la route a été coupée pendant une quinzaine d'heures[réf. nécessaire] entre Solenzara et Aléria en raison de crues simultanées de la Solenzara, du Travo, du Fiumorbo et du Tavignano, qui chacun avait submergé la route, et des centaines d'automobilistes ont passé la nuit sur la route[réf. nécessaire] ou dans des locaux de fortune.